# Seznam osebnosti iz Občine Ajdovščina

## Duhovniki in misijonarji
- Pavel Bajec, misijonar (1951, Malo Polje)
- Ivan Bajec, misijonar (1949, Malo Polje)
- Jurij Bizjak, škof, teolog, prevajalec (1947, Col)
- Janez Kapistran Šmuc, duhovnik, nabožni pisatelj (1831, Vipava – 1897, Velike Žablje)
- Zdravko Kravos, redovnik, misijonar, profesor (1925, Skrilje)
- Ivan Lavrenčič, duhovnik, zgodovinar, politik (1857, Planina, Ajdovščina – 1930, Kamnik)
- Ivan Stibiel, misijonar med izseljenci (1821, Vrtovin – 1869, Pittsburgh, Pensilvanija, ZDA)
- Anton Šatej, duhovnik (1914, Vrtovin – 1943, Dornberk)
- Anton Štrancar, duhovnik (1922, Planina, Ajdovščina - 2015
- Jože Trošt, duhovnik, skladatelj, zborovodja (1940, Col)

## Generali, častniki, narodni heroji
- Franc Batagelj, častnik (1893, Šturje – 1942, Kapustino, Čečenija, Rusija)
- Janez Bizjak, narodni heroj (1911, Otlica – 1941, Šujica)
- Branko Jerkič, general (1925, Dobravlje, Ajdovščina – 2016)
- Ivan Kosovel, komunist, narodni heroj (1912, Selo, Ajdovščina – 1943, Vrtovin)
- Janko Stibiel, polkovnik, rodoljub, publicist (1851, Vrtovin – 1923, Ljubljana)

## Fotografi, kiparji, scenografi, slikarji
- Darinka Bajec, redovnica, keramična oblikovalka, restavratorka (1924, Skrilje - 2017)
- Evgen Angel Bavčar, filozof, pisatelj, fotograf (1946, Lokavec, Ajdovščina)
- Walter Bianchi, slikar, oblikovalec (1897, Ajdovščina – 1983, Ljubljana)
- Tea Breščak, pesnica, slikarka (1895, Dobravlje, Ajdovščina – 1973, Milano, Italija)
- Anton Cebej (1722, Ajdovščina – 1774 ali 1775, Ajdovščina)
- Anton Cigoj, slikar (1895, Vipavski Križ – 1963, Ajdovščina)
- Danica Slavica Cigoj-Kuščer, slikarka (1923, Kamnje, Ajdovščina - 2007)
- Mihael Cussa (1657, Lokavec, Ajdovščina – 1699, Ljubljana)
- Danilo Jejčič grafik, slikar, kustos (*1933, Ajdovščina),
- Anton Jerkič, fotograf, založnik (1866, Dobravlje, Ajdovščina – 1924, Gorica, Italija)
- Milan Klemenčič, lutkar, scenograf, slikar (1875, Solkan – 1957, Ljubljana)
- Anja Kranjc, kiparka (*1982)
- Veno Pilon (1896, Ajdovščina – 1970, Ajdovščina)
- Marko Pogačnik, kipar (1944, Kranj)
- Franc Pohole, slikar (1920, Gaberje, Ajdovščina – ?, Brooklyn, ZDA)
- Avgust Schlegl, slikar (1856, Šturje – 1908, Šturje)
- Edi Šelhaus, fotograf, pisatelj (1919, Podkraj, Ajdovščina – 2011)
- Silva Karim (1960), slikarka, učiteljica
- Ivo Kovač (1927 - 2003), slikar, scenograf, učitelj

## Glasbeniki in igralci
- Elvis Jackson, glasbena skupina
- Polona Furlan, pevka (1977, Šempeter pri Gorici)
- Damjana Golavšek, pevka; živi v Gaberjah (1964, Celje)
- Sonja Hočevar, operna pevka (1927, Ajdovščina)
- Ciril Jerše, organist, zborovodja (1891, Selo, Ajdovščina – 1969, Selo, Ajdovščina)
- Josip Kenda, notar, zborovodja, skladatelj (1880, Ajdovščina – 1941, Brdo pri Lukovici)
- Ljubo Kobal, operni pevec (1920, Ajdovščina – 2014, Ljubljana)
- Valentin Kosovel, zborovodja, skladatelj (1856, Črniče – 1925, Trst, Italija)
- Sara Rustja Turniški, pianistka (1986, Brje, Ajdovščina)
- Miran Rustja, zborovodja, (1957, Brje, Ajdovščina)
- Jože Trošt, duhovnik, skladatelj, zborovodja (1940, Col)
- France Turk, igralec (1885, Gaberje, Ajdovščina – 1926, Sarajevo, Bosna in Hercegovina)
- Marjuta Slamič, igralka (1974, Postojna)
- Sergej Ranđelović, glasbenik, skladatelj, tekstopisec (1967, Postojna)
- Klavdij Koloini, (1939 -2019), zborovodja
- Vladimir Samec, pevec

## Naravoslovci, gozdarji, planinci, sadjarji, vinogradniki
- Stanislav Bačar, naravoslovec, zbiralec fosilov, veteran vojne za Slovenijo (1938, Dolenje, Ajdovščina – 2012, Ajdovščina)
- Anton Bavčer, planinec (1905, Ajdovščina – 1944, Rižarna, Trst, Italija)
- Anton Bianchi, naravoslovni zbiralec (1858, Ajdovščina – 1933, Ajdovščina)
- Andrej Božič, sadjar (1900, Planina, Ajdovščina – 1968, Ptuj)
- Josip Plesničar (1842, Voglarji – 1913, Ajdovščina)
- Alojz Štrancar (1885, Planina, Ajdovščina, 1983, Ljubljana)
- Just Ušaj, čebelar, sadjar, vinogradnik (1890, Plače – 1971, Ljubljana)
- Matija Vertovec, vinogradnik, zgodovinar, duhovnik (1784, Šmarje, Ajdovščina – 1851, Podnanos)
- Alojz Zuffar, gozdar (1852, Predmeja – 1907, Dobrova, Avstrija)
- Tomaž (Tomek) Brecelj, planinec, markacist

## Narodni delavci
- Vladimir Baša, gospodarstvenik, prosvetni delavec (1913, Črniče – 1970, Gorica, Italija)
- Rudolf Brajnik, planinec, prosvetni delavec (1882, Štandrež, Italija – 1962, Ajdovščina)
- Virgil Bratina, prosvetni delavec (1906, Stomaž, Ajdovščina)
- Bogomil Brecelj, duhovnik, kulturni in prosvetni delavec (1925, Žapuže – 2011)
- Angel Casagrande, posestnik, družbenopolitični delavec (1852, Ajdovščina – 1935, Gorica, Italija)
- Martin Greif, komandant Gradnikove brigade, predsednik skupščine Ajdovščina (1918, Ajdovščina - 1975)
- Jože Mavrič, učitelj, prosvetni in gospodarski delavec (1897, Črniče – 1957, Buenos Aires, Argentina)
- Hijacint Repič, jezikoslovec, frančiškan (1863, Šturje – 1969, Koper)
- Anton Slokar, trgovec, politik, kulturni delavec (1898, Lokavec, Ajdovščina – 1982, Ajdovščina)
- Stanko Stanič, nabožni in kulturni delavec, duhovnik (1893, Cesta, Ajdovščina – 1955, Gorica, Italija)

## Obrtniki in poslovneži
- Ivo Boscarol, poslovnež, letalec, politik (1956, Postojna)
- Franc Boštjančič, gospodarstvenik, politik, župan (1935, Podgrad, Ilirska Bistrica)
- Josip Črnigoj, knjigovez (1839, Dobravlje, Ajdovščina – 1922, Kamnje, Ajdovščina)
- Ivan Rebek, obrtnik, kulturni in politični delavec (1863, Kamnje, Ajdovščina – 1934, Celje)
- Fran Krapež, mecen, lastnik kavarne (1864, Otlica – 1935, Ljubljana)
- Vanja Lokar, podjetnik (1939, Ajdovščina)
- Aleš Štrancar, podjetnik,
- Andrej Slokar, podjetnik, 1955
- Milan Slokar, avtoprevoznik, 1954
- Ivan Kranjc, (1924, Ajdovščina - 2012, Ajdovščina) krojaški mojster

## Pesniki, pisatelji, dramatiki, prevajalci, publicisti, uredniki
- Janko Barle, duhovnik, zgodovinar, pisatelj, glasbenik, etnolog (1869, Budanje – 1941, Zagreb, Hrvaška)
- Tone Batagelj, pesnik, pravnik (1894, Šturje – 1974, Ljubljana)
- Andrej Batič, ljudski pesnik (1814, Črniče – 1893, Črniče)
- Angel Batič, pesnik, duhovnik, vzgojitelj (1929, Šturje – 1986, Ljubljana)
- Bojan Bizjak, pesnik, pisatelj (1959, Predmeja)
- Alojz Bizjak, publicist, profesor (1907, Potoče, Ajdovščina) – 1981, Ajdovščina)
- Jože Bizjak, ljudski pesnik (1914, Potoče, Ajdovščina – 1995)
- Jurij Bizjak, škof, teolog, prevajalec (1947, Col)
- Janko Bratina, pisatelj, literarni zgodovinar, bibliotekar, jezikoslovec (1882, Otlica – 1920, Ljubljana)
- Lojze Bratina, bogoslovni pisec, pesnik, vzgojitelj, duhovnik, jezuit,  (1942, Stomaž, Ajdovščina)
- Pavel Bratina, publicist, duhovnik, prevajalec (1942, Kamnje, Ajdovščina)
- Marijan Brecelj, pesnik, bibliograf, publicist, prevajalec (1931, Ajdovščina – 2019, Nova Gorica)
- Iva Breščak, pripovednica, publicistka (1905, Dobravlje, Ajdovščina – 1991, Ajdovščina)
- Stanko Breščak, pesnik (1911, Dobravlje, Ajdovščina – 1960, Dobravlje, Ajdovščina)
- Tonca Breščak, pesnica (1889, Dobravlje, Ajdovščina – 1965, Milano, Italija)
- Alojzij Cigoj, teolog, benediktinec (1842, Gojače – 1914, Šentpavel v Labotski dolini, Avstrija)
- Leopold Cigoj, duhovnik, vzgojitelj, publicist (1886, Malovše – 1934, Malovše)
- Franc Černigoj, zbiratelj ljudskega izročila, pesnik (1948, Predmeja)
- Janez Filipič, duhovnik, publicist (1922, Lazec, Cerkno – 2000, Lokavec, Ajdovščina)
- Lojze Kante, časnikar, publicist (1931, Šmarje, Ajdovščina – Solkan, 2015)
- Dragotin Kette, pesnik; od 2. do 4. leta živel na Colu (1876, Prem – 1899, Ljubljana)
- Drago Klemenčič, duhovnik, novinar, urednik, prevajalec (1938, Stomaž - 2017)
- Ivan Kobal, pisatelj, publicist (1928, Planina, Ajdovščina - 2005, Sydney, Avstralija)
- Neli Kodrič Filipić, mladinska pisateljica (1964, Postojna)
- Anna Krasna-Praček, pisateljica, publicistka (1900, Dolga Poljana – 1988, Ljubljana)
- Danilo Lokar, pisatelj, zdravnik (1892, Ajdovščina – 1989, Ljubljana)
- Vladimir Macchi (Makovec), jezikoslovec, slovaropisec
- Ivan Mermolja - Iče (1953, Cesta - 2011, Brje), pesnik, publicist
- Andrej Perne, pesnik, učitelj (1844, Tržič – 1914, Šturje)
- Radivoj Rehar, pesnik, pisatelj, urednik, novinar (Šturje, 1894 – 1969, Koper)
- Simona Semenič, dramatičarka (1975, Postojna)
- Ivana Slamič, slavistka, literarna zgodovinarka, domoznanka
- Rajko Slokar, bibliotekar, pedagog, pisatelj, prevajalec, publicist (1936, Plače)
- Dominik Smole, dramatik, pisatelj; 1951 delal v Ajdovščini (1929, Ljubljana – 1992, Ljubljana)
- Janez Svetokriški, baročni pridigar, pisec (1647, Vipavski Križ – 1714, Gorica, Italija)
- Marjan Telatko, kulturnopolitični delavec, publicist, urednik (1911, Ljubljana – 1970, Ajdovščina)
- Filip Terčelj, duhovnik, pisatelj, pesnik, publicist, prosvetni organizator, mučenec (1892, Grivče, Šturje – 1946, Davča, Železniki)
- Ivo Trošt, pisatelj (1865, Col – 1937, Ljubljana)
- Narte Velikonja, pisatelj, pravnik (1891, Otlica – 1945, Ljubljana)
- Branko Vrčon, publicist, prevajalec, pravnik (1907, Dobravlje – 1990, Ljubljana)

## Pravniki
- Andrej Gostiša, pravnik (1821, Črniče – 1875, Zagreb, Hrvaška)
- Karel Lavrič, politik, pravnik, narodni buditelj (1818, Prem – 1876, Gorica, Italija)
- Dimitrije Ljotić, politik, pravnik (1891, Beograd, Srbija – 1945, Dobravlje, Ajdovščina)
- Alojzij Rant, pravnik (1874, Šturje – 1943, Ljubljana)
- Fran Vodopivec, pravnik, župan (1879, Ajdovščina – 1930, Ljubljana)
- Branko Vrčon, pravnik, novinar, prevajalec (1907, Dobravlje, Ajdovščina – 1990, Ljubljana)
- Grozdan Šinigoj (1936 -2016), odvetnik, pravnik, politik, gospodarstvenik

## Stavbeniki, gradbeniki, zidarji, inženirji, fiziki, izumitelji
- Mihael Blažko, zidarski mojster (1810, Lokavec, Ajdovščina – 1897, Lokavec, Ajdovščina)
- Franjo Bratina, izumitelj (1886, Ustje – 1977, Mengeš)
- Vojmir Bratina, fizik (1916, Šturje – 1997, Toronto, Kanada)
- Vinko Roblek, inženir rudarstva (1912, Podkraj, Ajdovščina)
- Ivan Slokar, izumitelj, jezikoslovec, gospodarstvenik; oče iz Lokavca (1884, Mostar, Bosna in Hercegovina – 1970, Ljubljana)
- Emil Tomažič (1892, Vrhpolje – 1945, Planina, Ajdovščina)
- Danilo Zavrtanik, fizik
- Jožef Kete (1909 -1992), zidarski in pleskarski mojster

## Športniki
- Polona Batagelj, kolesarka, olimpijka (1989, Šempeter pri Gorici)
- Valter Birsa, nogometaš (1986, Šempeter pri Gorici)
- Mitja Ergaver, gorski kolesar (1997)
- Adrijan Fegic, nogometaš (1956, Postojna)
- Štefan Hadalin, alpski smučar (1995)
- Kristijan Koren, kolesar (1986, Postojna)
- Primož Štrancar, gorski kolesar, olimpijec (1972, Ajdovščina)
- Stanko Velikonja, smučarski skakalec (1959, Predmeja – 1998, Razdrto, Postojna)
- Andreja Slokar,  alpska smučarka, olimpijka (* 1997)
- Miša Cigoj, (1982) športni plesalec, svetovni prvak
- Branko Batagelj, nogometaš, obrtnik
- Jurij Batagelj, plesalec, koreograf, režiser
- Alojz Bajc, kolesar, olimpijec, (1932, Duplje)
- Silvan Lulik, rally

## Šolniki
- Ivan Berbuč, profesor, politik (1845, Selo, Ajdovščina – 1924, Gorica, Italija)
- Alojzij Bunc, učitelj, kulturnoprosvetni delavec (1857, Kamnje, Ajdovščina – 1916, Prosek, Italija)
- Andrej Cergol, jezuit, humanist, filozof, profesor klasičnih jezikov, literature, matematike in teologije (1595,  Vipavski Križ – 1645, Milje, Avstrija)
- Anton Cergol, jezuit, šolnik (1608, Vipavski Križ – 1671, Celovec, Avstrija)
- Venčeslav Čopič, učitelj, strokovni pisec (1893,  Lokavec, Ajdovščina – 1980, Ljubljana)
- Marko Kante, učitelj, narodni gospodar (1856, Šmarje, Ajdovščina – 1928, Ljubljana)
- Robert Kenda, učitelj, narodni delavec (1878, Ajdovščina – 1945)
- Anton Kosovel, učitelj, zborovodja; oče Srečka Kosovela (1860, Črniče – 1933, Tomaj)
- Fran Mermolja, učitelj, narodni delavec (1879, Selo, Ajdovščina – 1966, Ljubljana)
- Uroš Pinterič, univerzitetni profesor (1980, Brje, Ajdovščina)
- Ambrož Poniž, učitelj, zborovodja (1845, Ajdovščina – 1917, Leoben, Avstrija)
- Benedikt Poniž (1851, Ajdovščina – 1934, Ljubljana), učitelj
- Jožef Stibiel, učitelj (1784, Dolenje, Ajdovščina – 1848, Ločnik pri Gorici, Italija)
- Alfonz Vales, učitelj (1875, Gaberje, Ajdovščina – 1949, Zagreb, Hrvaška)
- Fran Vodopivec, učitelj (1834, Kamnje, Ajdovščina – 1912, Gorica, Italija)
- Andrej Vrtovec, učitelj, družbeni delavec (1855, Šmarje, Ajdovščina – 1913, Tolmin)
- David Zupan, profesor zgodovine in zemljepisa, ravnatelj, organizator gimnazije v Ajdovščini (1898, Ljubljana –  1984, Ljubljana)
- Mira Novak, učiteljica, ravnateljica, poslanka
- Drago Bratina, učitelj, ravnatelj
- Dora Cigoj, profesorica francoščine in nemščine
- Fedor Tomažič, profesor fizike
- Edmund Čibej (1861, Lokavec - 1954) učitelj
- Pavel Bogataj (1933, Logatec - 2021, Ajdovščina), učitelj

## Zdravniki
- Majda Benedik, pediatrinja (1918, Col – 1995)
- Anton Brecelj, zdravnik, politik, publicist (1875, Žapuže – 1943, Ljubljana)
- Erik Brecelj, kirurg, aktivist (1969, Šempeter pri Gorici)
- Peter Defranceschi, kirurg (1863, Ajdovščina – 1937, Novo mesto)
- Zoran Dietz (1901 – 1978) zdravnik
- Dušan Ščuka, zdravnik
- Stanko Vrčon (1913, Dobravlje, Ajdovščina – 1976, San Francisco, ZDA)
- Josip Vrtovec, zdravnik (1899, Velike Žablje – 1978, Gorica, Italija)

## Zgodovinarji, literarni zgodovinarji, arhivarji, filozofi
- Martin Bavčer, zgodovinar, duhovnik, profesor (1595, Selo, Ajdovščina (?) – 1668, Gorica, Italija)
- Marij Bratina, arhivar (1912, Stomaž, Ajdovščina – 1982, Koper)
- Franc Domenik Kalin, polihistor, zgodovinar, risar, bakrorezec, glasbenik, knežji knjižničar, dobil grofovski naziv (1624, Vipavski Križ – 1683, Dunaj)
- Ivan Lavrenčič, politik, zgodovinar, duhovnik (1857, Planina, Ajdovščina – 1930, Kamnik)
- Boris Majer, filozof, politik, komunist, akademik (1919, Col – 2010, Ljubljana)
- Ambrozij Redeskini, filozof, duhovnik (1746, Ajdovščina – 1810, Gorica, Italija)
- Drago Sedmak, zgodovinar, kustos, rokometaš (1949, Postojna)
- Avgust Žigon, literarni zgodovinar, literarni teoretik, knjižničar (1877, Ajdovščina – 1941, Ljubljana)
- Franc Žigon, teolog, filozof, duhovnik (1863, Ajdovščina – 1936, Gorica, Italija)
- Rudi Rustja, gasilec, zgodovinski pisec (1924, Male Žablje – 2012, Male Žablje)